# Karkinorhynchidae
Famille
Les Karkinorhynchidae  sont une famille de vers plats marins  de l'ordre des Rhabdocoela (infra-ordre des Schizorhynchia  et sous-ordre des Kalyptorhynchia).

## Systématique
Le nom valide complet (avec auteur) de ce taxon est Karkinorhynchidae Meixner (d), 1928.

### Synonyme de Karkinorhynchidae
Karkinorhynchidae a pour synonyme Karkinorhynchinae Schilke, 1970, anciennement sous-famille de la famille des Karkinorhynchidae.

### Liste des genres
Selon la base de données World Register of Marine Species (1er janvier 2024), la famille des Karkinorhynchidae regroupe les genres suivants :
- Karkinorhynchides Schilke, 1970
- Karkinorhynchus Meixner, 1928
- Lehardyia Karling, 1983

### Reclassement
Les Cheliplaninae Schilke, 1970, anciennement sous-famille de la famille des Karkinorhynchidae, sont élevés au rang de famille des Cheliplanidae Schilke, 1970.

### Publication originale
(de) Josef Meixner, « Aberrante Kalyptorhynchia (Turbellaria: Rhabdocoela) aus dem Sande der Kieler Bucht », Zoologischer Anzeiger, vol. 77, 1928, pp. 229-253